# NGC 4907
NGC 4907 (другие обозначения — MCG 5-31-89, ZWG 160.257, DRCG 27-205, PGC 44819) — спиральная галактика с перемычкой (SBb) в созвездии Волос Вероники.
Эта галактика находится в скоплении Волос Вероники и удалена от Земли на 270 миллионов световых лет. Видимое в ней распределение нейтрального атомарного водорода возмущено воздействием со стороны скопления. Галактика относительно массивна и содержит активное ядро.
Этот объект входит в число перечисленных в оригинальной редакции «Нового общего каталога».